# Ярков, Алексей Константинович
Алексей Константинович Ярков (13 января 1905 — 15 декабря 1976) — советский военачальник, участник Великой Отечественной войны. Генерал-майор танковых войск (1945).

## Биография

### Начальная биография
Родился 13 января 1905 года в селе Велино Велинской волости Бронницкого уезда Московской губернии (ныне деревня разделена на Верхнее и Нижнее Велино Раменского муниципального района Московской области). Русский. Член ВКП(б) с 1926 года.
Образование: Окончил Московские Курсы усовершенствования командного состава, окончил Бронетанковую академию ВАММ (1939), Военно-политическая академия имени В. И. Ленина (1941).

### Служба в армии
С 20 сентября 1927 года красноармеец-курсант роты одногодичников 8-го стрелкового полка.
Со 2 октября 1928 по 1 февраля 1932 года в долгосрочном отпуске.
С 1 февраля 1932 года - командир пулемётного взвода 343-го стрелкового полка (г. Коломна).
С мая по ноябрь 1932 года слушатель Московских курсов усовершенствования комсостава.
С ноября 1932 года - преподаватель матчасти бронемашин Московских курсов усовершенствования комсостава. С 9 января 1934 года - старший инструктор кафедры вождения и матчасти бронемашин Военной академии механизации и моторизации им. И. В. Сталина.
С 17 ноября 1934 по май 1939 года - слушатель инженерного и командного факультета Военной академии механизации и моторизации им. И. В. Сталина.
С мая 1939 года - военный комиссар Полтавского военно-тракторного училища. С 3 июня 1940 г. - военный комиссар 6-й танковой дивизии. С 13 марта 1941 года - военный комиссар 28-го механизированного корпуса.
С 27 июля 1941 по 11 февраля 1942 года - Член Военного Совета 47-й армии. С 25 августа 1941 по февраль 1942 года участвовал во вводе советских войск в Иран.
С февраля 1942 года военный комиссар Закавказского фронта. С мая 1942 года военный комиссар АБТУ Закавказского фронта. С декабря 1942 года - Заместитель командующего по танковым войскам Северной группы войск Северо-Кавказского фронта. С 14 декабря 1942 года - Заместитель командующего по танковым войскам Северо-Кавказского фронта. С 27 января 1943 года - Командующий БТ и МВ Северо-Кавказского фронта. В приказе командующего БТ и МВ о потерях танков на СКФ от 17.07.1943 ходатайство о снятии с должности полковника Яркова и назначении с понижением.
С сентября по ноябрь 1943 года - слушатель Академических курсов усовершенствования офицерского состава Военной академии БТ и МВ РККА им. И. В. Сталина.
С 16 января 1944 года и.д. заместителя командующего по строевой части 6-го гв. механизированного корпуса. Приказом НКО № 068 от 21.02.1944 года утвержден в занимаемой должности.
Со 2 мая по 4 августа 1944 года и.д. начальника тыла 4-й танковой армии (с 17 марта 1945 г. - 4-я гвардейская). 4 августа 1944 года утвержден в занимаемой должности.
С 28 апреля 1947 года - Заместитель командующего 4-й танковой армии по тылу. С 25 июля 1948 года - Заместитель начальника кафедры службы тыла Военной академии БТВ им. И. В. Сталина. С 4 августа по 29 ноября 1948 года - врид. начальника кафедры службы тыла Военной академии БТВ им. И. В. Сталина. Приказом МВС № 02235 от 29.11.1948 года утвержден в занимаемой должности. Приказом ВМ № 02885 от 19.07.1951 года назначен Начальником кафедры инженерно-технической службы Военной академии БТВ им. И. В. Сталина.
С 7 мая по 7 сентября 1956 года находился в резерве Управления кадров Сухопутных войск.
С 7 сентября 1956 года - Заместитель начальника по материально-техническому обеспечению Военной академии БТВ им. И. В. Сталина. С 25 октября 1957 года - Начальник научно-исследовательского отдела Военной академии БТВ им. И. В. Сталина.
7.09.1956 года уволен в запас по статье 59 б (с правом ношения военной формы). Проживал в Москве. Был председателем совета 4-й гвардейской танковой армии.
Умер 15 декабря 1976 года.

## Награды
Награжден: 
- Орден Ленина (22.02.1943),
- тремя орденами Красного Знамени (17.07.1944, 25.08.1944, 17.05.1951),
- орденом Богдана Хмельницкого 1 степени (06.05.1945),
- орденом Богдана Хмельницкого 2 степени (06.04.1945),
- Орден Отечественной войны I степени (22.09.1943),
- орден Красной Звезды  (13.12.1942).

Медалями:
- Медаль «За боевые заслуги» (03.11.1944),
- Медаль «За оборону Кавказа» (01.12.1944),
- Медаль «За победу над Германией в Великой Отечественной войне 1941—1945 гг.» (09.05.1945),
- Медаль «За взятие Берлина» (09.06.1945),
- Медаль «За освобождение Праги» (09.06.1945)

; и другие.
Иностранные награды:
- Орден «Крест Грюнвальда» III степени - серебро (02.05.1946)
- Медаль «Победы и Свободы» (27.05.1946).
- Знак «Гвардия»
- Знак МО СССР «25 лет Победы в Великой Отечественной войне» (24 апреля 1970[6])

## Память
- На могиле установлен надгробный памятник.
- Имя воина увековечено в Главном Храме Вооружённых сил России, и навсегда запечатлено на мемориале «Дорога памяти»[7]